# ملبنة سويسرية
المُلَبِّنَة السويسرية (باللاتينية: Lactobacillus helveticus) بكتيريا موجبة الغرام منتجة لحمض اللبن عصوية من جنس المُلَبِّنَات.